# Vilicus ne sit ambulator
Vilicus ne sit ambulator è una locuzione latina la cui traduzione in italiano è: "il fattore non sia perdigiorno".
La frase è tratta dal De agri cultura, opera di Marco Porcio Catone. È parte di una ampia dissertazione sugli obblighi del fattore che, in primo luogo, non deve allontanarsi dal podere, dovendolo controllare costantemente.